# Mallnie

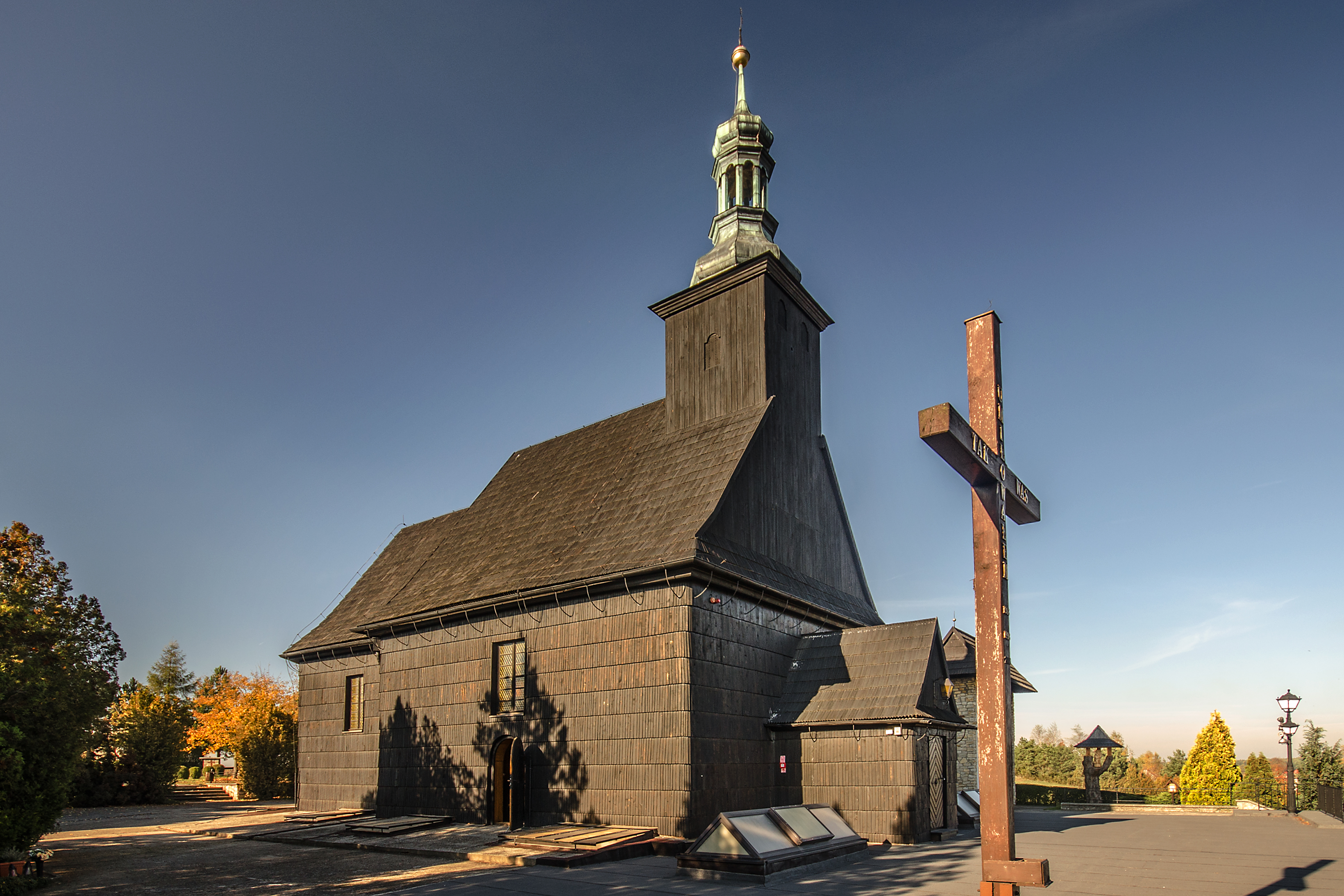
Schrotholzkirche St. Franziskus

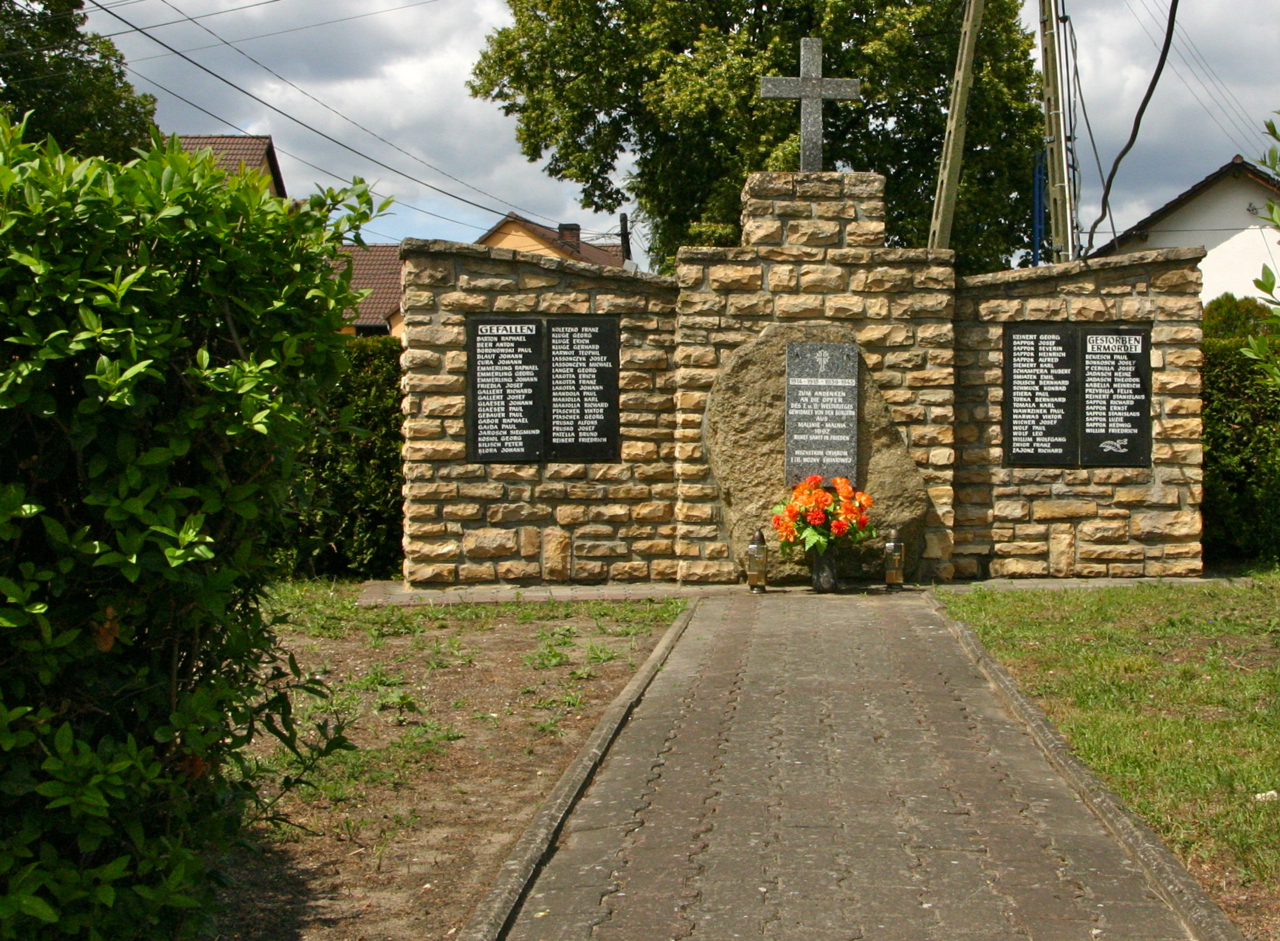
Gedenkstein für die Opfer beider Weltkriege

Mallnie (polnisch Malnia) ist ein Ort in der Stadt- und Landgemeinde Gogolin im Powiat Krapkowicki der Woiwodschaft Opole in Polen.

## Geographie
Das Angerdorf Mallnie liegt sechs Kilometer nordwestlich von Gogolin, sechs Kilometer nördlich von Krapkowice (Krappitz) und 17 Kilometer südlich von Opole (Oppeln) in der Schlesischen Tiefebene am rechten Ufer der Oder.
Östlich verläuft die Woiwodschaftsstraße Droga wojewódzka 423, südlich die Autobahn A4.
Nachbarorte von Mallnie sind im Norden Chorulla (Chorula) und im Süden Oderwanz (Odrowąż) und Krapkowice (Krappitz).

## Geschichte
Der Ort wurde 1302 erstmals urkundlich als „Malna“ erwähnt.
Nach dem Ersten Schlesischen Krieg fiel Mallnie 1742 mit dem größten Teil Schlesiens an Preußen.
Nach der Neuorganisation der Provinz Schlesien gehörte die Landgemeinde Mallnie ab 1816 zum Landkreis Groß Strehlitz im Regierungsbezirk Oppeln. 1836 wurde im Ort eine katholische Schule eingerichtet. 1845 bestanden in Ort eine katholische Schule, ein Kalksteinbruch, ein Kalkofen und 20 Häuser. Im gleichen Jahr zählte Mallnie 175 Einwohner, allesamt katholisch. 1865 hatte der Ort sieben Bauern, einen Gärtner, 15 Häusler und sechs Schiffer sowie ein Wirtshaus und ein Kramladen. Zu diesem Zeitpunkt hatte die Schule 220 Schüler. Eingepfarrt waren die Bewohner nach Ottmuth. 1874 wurde der Amtsbezirk Ottmuth gegründet, welcher die Landgemeinden Chorulla, Karlubitz, Mallnie, Oberwitz, Oderwanz und Ottmuth und die Gutsbezirke Dallnie Vorwerk, Emilienhof Vorwerk, Karlubitz und Oberwitz Vorwerk umfasste.
Bei der Volksabstimmung in Oberschlesien am 20. März 1921 stimmten 178 Wahlberechtigte für einen Verbleib bei Deutschland und 175 für Polen. Mallnie verblieb beim Deutschen Reich. 1933 lebten im Ort 767 Einwohner. Am 21. Juli 1936 wurde der Ort in Odergrund umbenannt. 1939 hatte der Ort 812 Einwohner. Bis 1945 befand sich der Ort im Landkreis Groß Strehlitz.
Infolge des Zweiten Weltkrieges kam der Ort 1945 unter polnische Verwaltung, wurde in Malnie umbenannt und der Woiwodschaft Schlesien angeschlossen. 1950 kam der Ort zur Woiwodschaft Opole. Von 1976 bis 1978 wurde eine Kirche erbaut. 1977 wurde die evangelische Schrotholzkirche aus Kostów (dt. Kostau) bei Byczyna (Pitschen) nach Mallnie umgesetzt. Am 11. Dezember 1996 wurde der Name in Malnia geändert. Beim Jahrhunderthochwasser der Oder im Jahr 1997 wurde ein Teil des Dorfes überflutet. 1999 kam der Ort zum Powiat Krapkowicki. Am 30. April 2010 erhielt der Ort zusätzlich den amtlichen deutschen Ortsnamen Mallnie (im Register jedoch fehlerhaft als "Malnie" eingetragen).

## Sehenswürdigkeiten

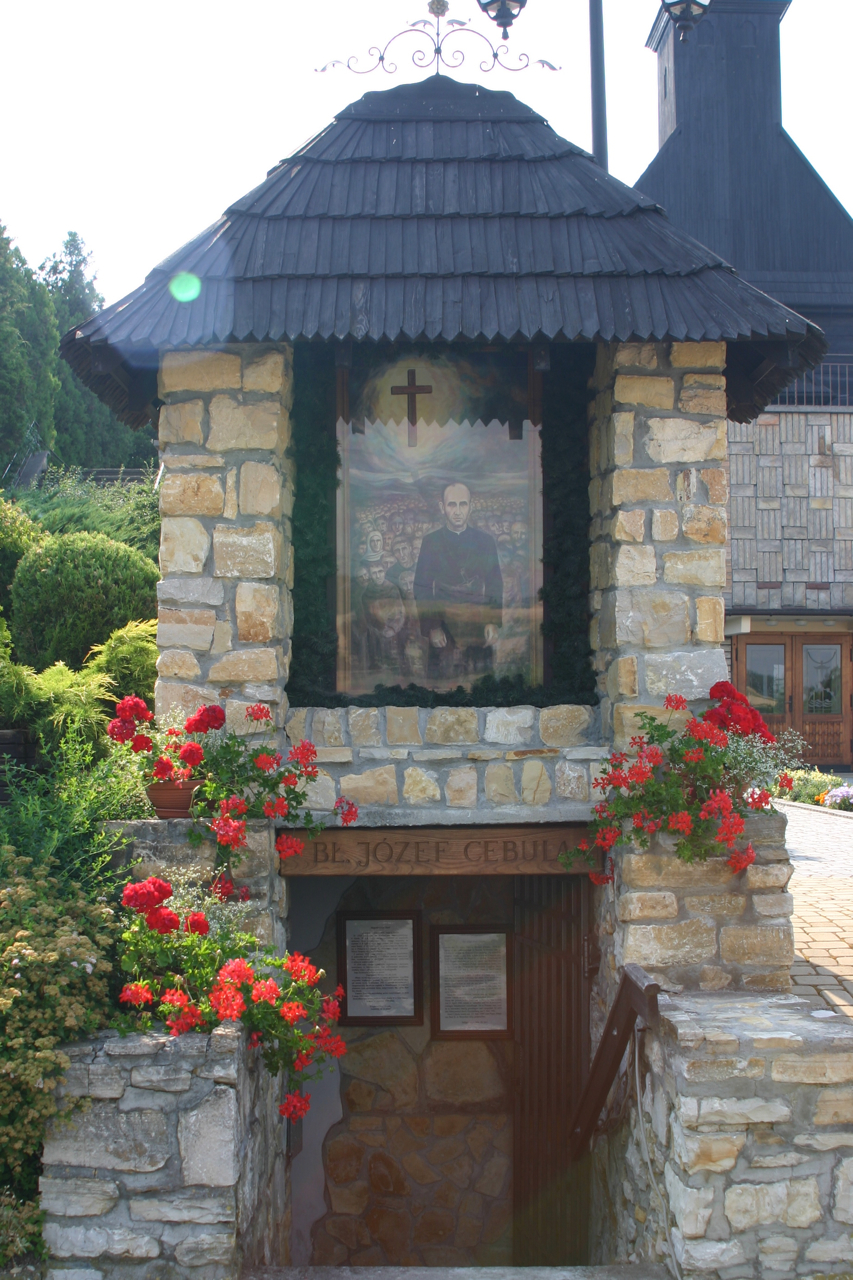
Josef-Cebula-Kapelle

- Die Römisch-katholische Schrotholzkirche St. Franziskus, auch Oberkirche (Kościół św. Franciszka z Asyżu bzw. Kościół górny) wurde zwischen 1801 und 1804 errichtet. Ursprünglich stand sie in Kostau bei Pitschen und diente bis 1945 als evangelische Kirche. 1977 wurde die Schrotholzkirche nach Mallnie auf die Stelle der vormaligen Heilig-Kreuz-Kirche versetzt. Der Kirchenbau steht seit 1954 unter Denkmalschutz.[7]
- Die römisch-katholische Heilig-Kreuz-Kirche, auch Unterkirche (Kościół Podwyższenia Krzyża Świętego) wurde zwischen 1976 und 1979 errichtet. Die Kirche wurde teilweise in eine kleine Anhöhe hineingebaut. Auf dem Dach der Unterkirche befindet sich die Schrotholzkirche St. Franziskus.[8]
- Josef-Cebula-Kapelle aus dem 20. Jahrhundert zum Gedenken an den seligen Josef Cebula
- Denkmal für die Gefallenen beider Weltkriege
- Steinerne Wegekapelle mit Glockenturm
- Bildstöcke
- Wegkreuze

## Wappen

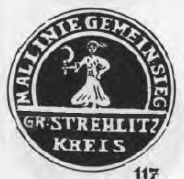
Altes Siegel der Gemeinde von 1776

Alte Siegel und Stempel des Ortes zeigen eine Bäuerin. Diese hat im Stempel von 1776 eine Sichel in der rechten Hand und die linke Hand stützt sie an der Hüfte ab. In späteren Stempeln hat sie in der linken Hand drei Ähren. Das Wappen weist somit auf den landwirtschaftlich geprägten Charakter des Ortes hin.

## Vereine
- Deutscher Freundschaftskreis
- Fußballverein LKS Sokół Malinie

## Söhne und Töchter des Ortes
- Josef Cebula (1902–1941), katholischer Geistlicher